# Diminuição do detalhe

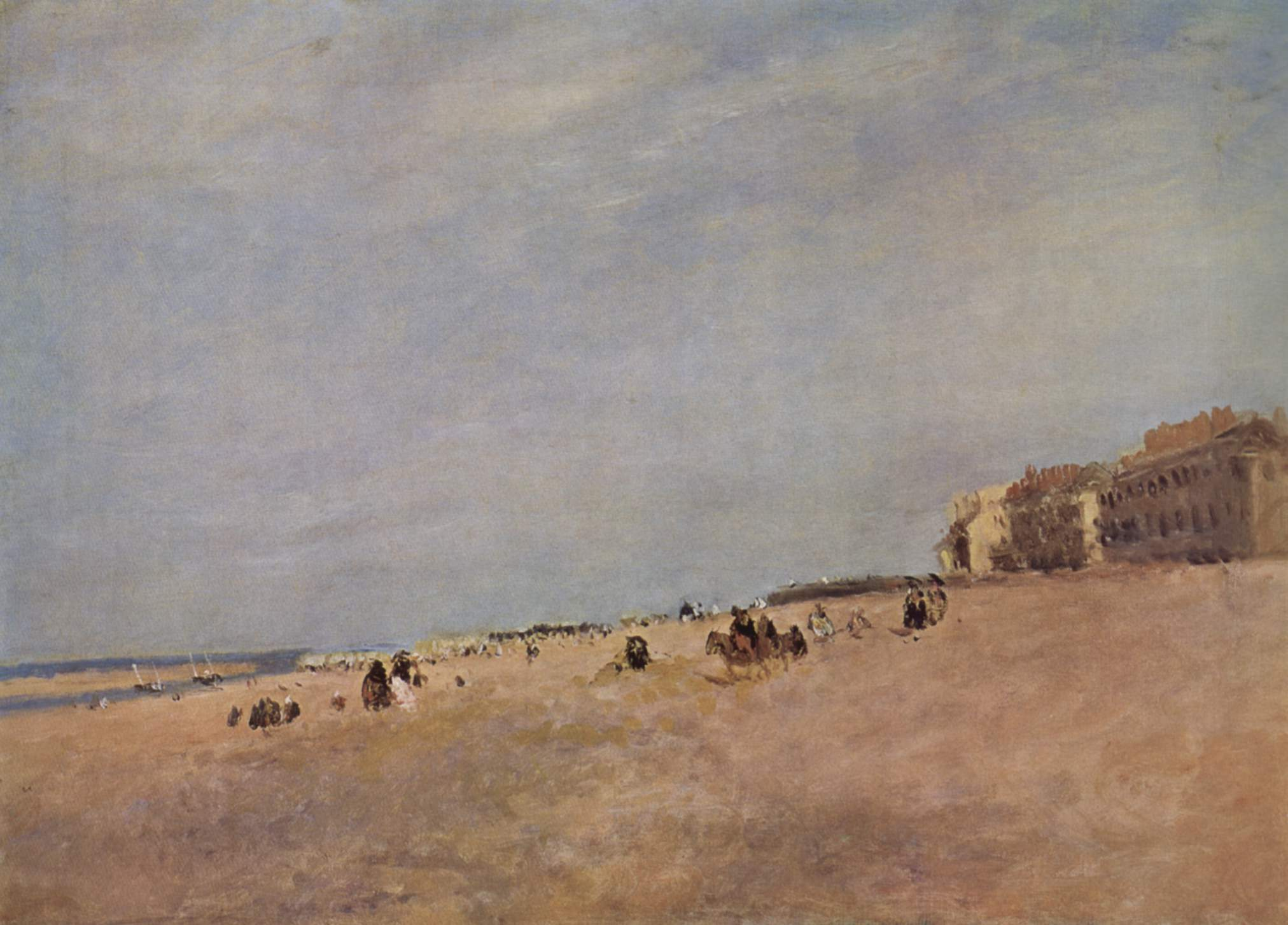
Os detalhes desaparecem com a distância.

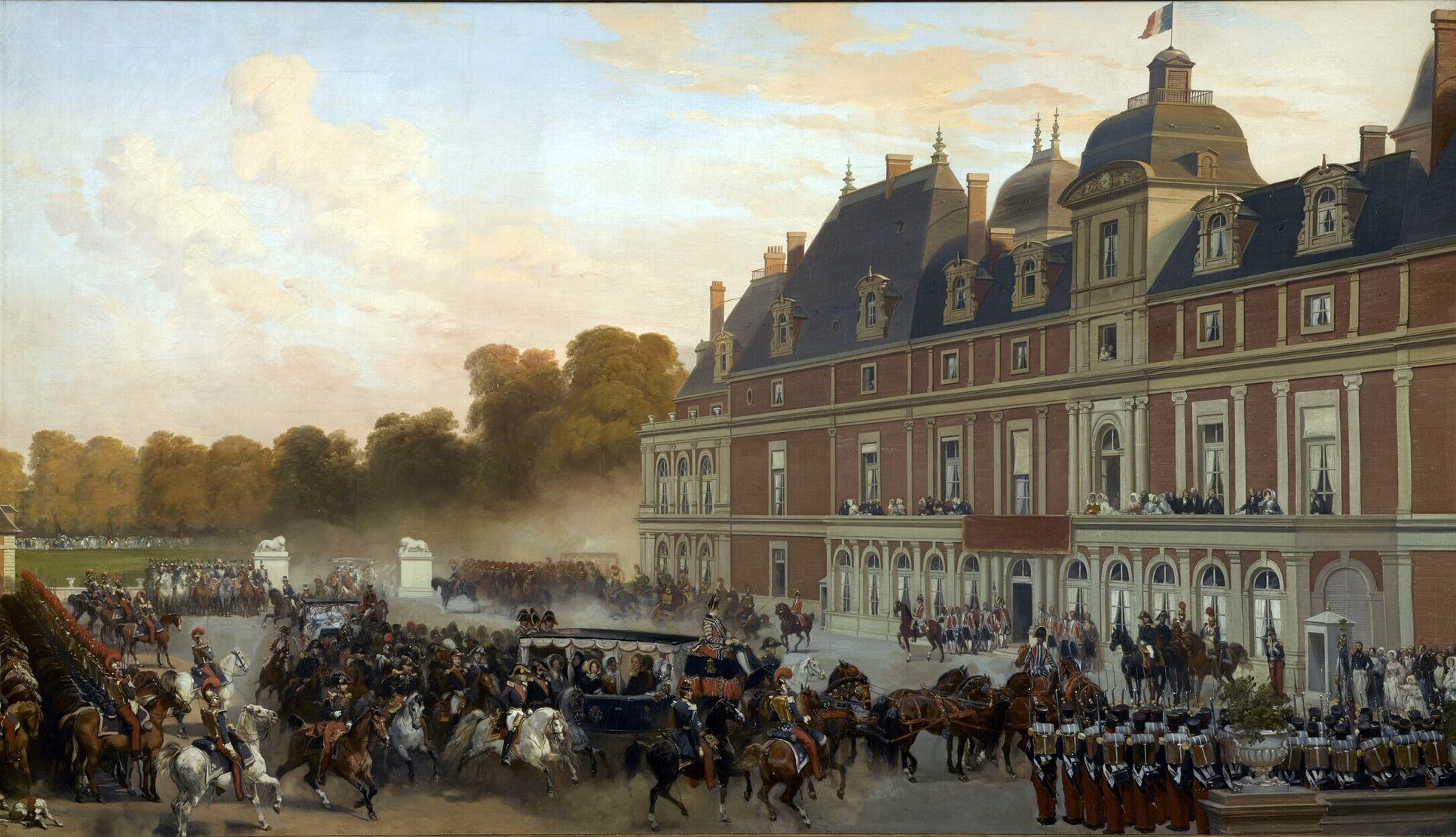
As manchas tomam o lugar das texturas e das particularidades dos objetos.

Este método de percepção da profundidade se relaciona com a acuidade visual e com a distância do objeto. Quanto mais distante o elemento estiver, menor será a quantidade de detalhes que poderá ser distinguida. A nitidez é progressivamente perdida. A textura das superfícies é uma das primeiras coisas que deixa de ser notada com o distanciamento do observador.